# Higashi, Okinawa
Higashi (東村 Higashi-son) là một ngôi làng thuộc huyện Kunigami, tỉnh Okinawa, Nhật Bản. Tính đến ngày 1 tháng 10 năm 2020, dân số ước tính ngôi làng là 1.598 người và mật độ dân số là 20 người/km². Tổng diện tích ngôi làng là 81,79 km².